# Václav Pavkovič
Václav Pavkovič (Břeclav, 1936. április 24. – Břeclav, 2019. november 17.) olimpiai bronzérmes cseh evezős.

## Pályafutása
Az 1960-as római olimpián nyolcasban bronzérmes lett. Társai Bohumil Janoušek, Jan Jindra, Jiří Lundák, Stanislav Lusk, Luděk Pojezný, Jan Švéda, Josef Věntus és Miroslav Koníček voltak.

## Sikerei, díjai
- Olimpiai játékok
  - bronzérmes: 1960, Róma (nyolcas)